# Gerald Beugnies
Gerald Beugnies (16 juni 1987) is een Belgische voetbalspeler. Hij komt sinds januari 2008 uit voor RACS Couillet. Zijn positie is aanvaller. Eerder speelde hij al voor RAEC Mons, RFC Tournai en KV Kortrijk.
Beugnies genoot zijn jeugdopleiding bij RAEC Mons en speelde vanaf 2006/07 voor RFC Tournai. Het daaropvolgende seizoen vertrok hij naar KV Kortrijk, waar hij tot januari 2008 bleef. Toen vertrok hij naar RACS Couillet.